# Вулиця Григорія Сковороди (Харків)
Ву́лиця Григорія Сковороди — одна з центральних вулиць Харкова. Довжина 5 км. Пролягає від майдану Конституції до району, що примикає до іподрому біля Центрального парку.
Прилучаються вулиці Миколаївська, Громадянська, Воробйова, майдан Поезії, Театральний майдан, Театральний провулок, вулиця Скрипника, Чорноглазівська вулиця, майдан Архітекторів, вулиці Жон Мироносиць, Дарвіна, Манізера, Гіршмана, Мистецтв, Свободи, Багалія, Німецький в'їзд, вулиці Максиміліанівська, Гуданова, Ярослава Мудрого, Михайля Семенка, Майка Йогансена, Студентська, Журавлівський узвіз, Ново-Толкачівський провулок, Квітковий в'їзд, Бахмутська вулиця.
Перша назва вулиці — Велика Німецька (1804 р.). З 13 травня 1899 року по 26 січня 2024 року була названа на честь російського поета Олександра Пушкіна. 26 січня 2024 року перейменована на честь українського філософа, поета і педагога, Григорія Сковороди.

## Історія
Вулиця з'явилася на початку XIX століття, коли міська дума дала тут землю для заселення 23 родинам іноземних майстрів ремісничих цехів, яких запросив до Харкова засновник Харківського університету Василь Каразін. Поступово тут склалася німецька колонія, а вулиця, що виникла, дістала назву Німецької. Лютеранська релігійна громада придбала ділянку, що розміщувалась у районі сучасної вулиці Гоголя № 2. До того часу тут була околиця міста, був острог та провіантські склади. На місці колишнього острогу 1830 року було зведено Лютерансько-євангелічний храм за проєктом інженера Окінчица. Він являв собою прямокутну базиліку з чотириколонним портиком у класичному стилі. У 1913 будівлю розібрали й звели нову кірху за проєктом архітектора О. Ф. Гергардта в неороманському стилі з високою дзвіницею та годинником. Кірха мала 900 сидячих місць, загалом вміщувала до 1000 осіб. У середині 1950-х років будівлю знесли, та на її місці спорудили багатоповерховий житловий будинок. Будинок зведений за типовим проєктом та не має архітектурної цінності.
На початку вулиці стояв Миколаївський собор, збудований 1896 року за проєктом харківського єпархіального архітектора В. Х. Нємкіна в неовізантійському стилі. Собор знесено 1930 року — за офіційною версією, через прокладання трамвайної лінії.
Колишній будинок № 1 так само не зберігся. Це був готель «Метрополь» Шустова, збудований за проєктом архітектора Б. М. Корнєєнка. Зруйнований під час війни 1941—1945 рр. На місці готелю в 1950-х роках збудували багатоповерховий наріжний будинок (арх. В. П. Костенко), що з'єднує забудову вулиці Григорія Сковороди та майдану Конституції.
У 50 — 70-х роках XIX століття вулиця була заселена до теперішньої вулиці Мистецтв (тоді — Каплунівської). У 1912 році тут була зведена церква Різдва Богородиці (Каплунівська) за проєктом академіка архітектури О. М. Бекетова. Церква була об'єднана в єдиний ансамбль з будівлею єпархіального музею. За церквою був цвинтар. Ансамбль було знесено в 1930–1931 рр., та на його місці збудовано житловий квартал у конструктивістських формах.
У 1860 році на вулиці Григорія Сковороди, 54 виник кахлевий завод Шмідтмана — далі забудови не було. Нові будинки виникали в цьому районі після відкриття 1885 року Технологічного інституту. Далі вулиця продовжилася в зв'язку з будівництвом Комерційного училища для Харківського купецького товариства в 1889 році. Тоді вулиця закінчувалась великим обійстям власника заводу Толкачова (вул. Григорія Сковороди, 100). За ним починався лютеранський цвинтар (міський цвинтар № 2), що зберігся й дотепер, та Івано-Усікновенське кладовище (міський цвинтар № 1), яке було знесено у 1970-ті. Замість нього було закладено Молодіжний парк.
У 1899 році, з нагоди сторічного ювілею від дня народження Олександра Пушкіна Німецьку вулицю було перейменовано на Пушкінську. У 1904 році на Театральній площі встановлено пам'ятник Пушкіну.
У 1910 році вулицею прокладена трамвайна лінія.
На місці лікарні Медичного товариства почалося спорудження великої будівлі Харківського медичного товариства (тепер тут Інститут мікробіології і імунології імені І. І. Мечникова АМН України). Харківське медичне товариство було організоване в 1861 році. Його засновники — прогресивні на ту пору вчені В. Груббе, Д. Лямбль та інші — відкрили декілька загальнодоступних лікувальних закладів. У 1887 році Медичне товариство тут відкрило бактеріологічну станцію разом з інститутом Пастера, пункт для щеплення проти сказу. А за два роки до того — хіміко-мікроскопічний кабінет.
Забудова вулиці сформувалась здебільшого в другій половині XIX — початку XX століття.
У 1971 році на ділянці вул. Григорія Сковороди між вулицями Ярослава Мудрого та Весніна була прокладена трамвайна лінія, що сполучила цей район із Журавлівкою та Салтівським житловим масивом. У 2000 році було демонтовано трамвайні колії на вулиці Ярослава Мудрого. У 2009 році демонтована трамвайна лінія на вулиці Григорія Сковороди.
21 травня 2021 р. на ділянці по вулиці Григорія Сковороди, 2 відкрився торгово-розважальний центр Nikolsky загальною площею 106 тис. кв. м. У ТРЦ працюють понад 150 магазинів, ресторани, кінотеатр, боулінг, спортивний клуб та інші об'єкти. В ньому також є двоповерховий паркінг, розрахований на 700 машиномісць. Головним архітектором комплексу є творча архітектурна майстерня «А. В. Пашенько». Концепція і дизайн інтер'єрів були розроблені спільно з компанією Sonae Sierra. ТРЦ з'єднаний підземним переходом зі станцією метрополітену «Майдан Конституції».
2022 року жителі Харкова вимагають повернути вулиці Пушкінській історичну назву Німецька, також позов книгарні Vivat з підтримкою університета Григорія Сковороди у Харкові, на перейменування вулиці на честь українського філософа. 24 січня 2024 року Ігор Терехов заявив про намір перейменувати вулицю на честь Григорія Сковороди. 26 січня відповідне рішення прийняте на сесії міської ради.

## Будинки

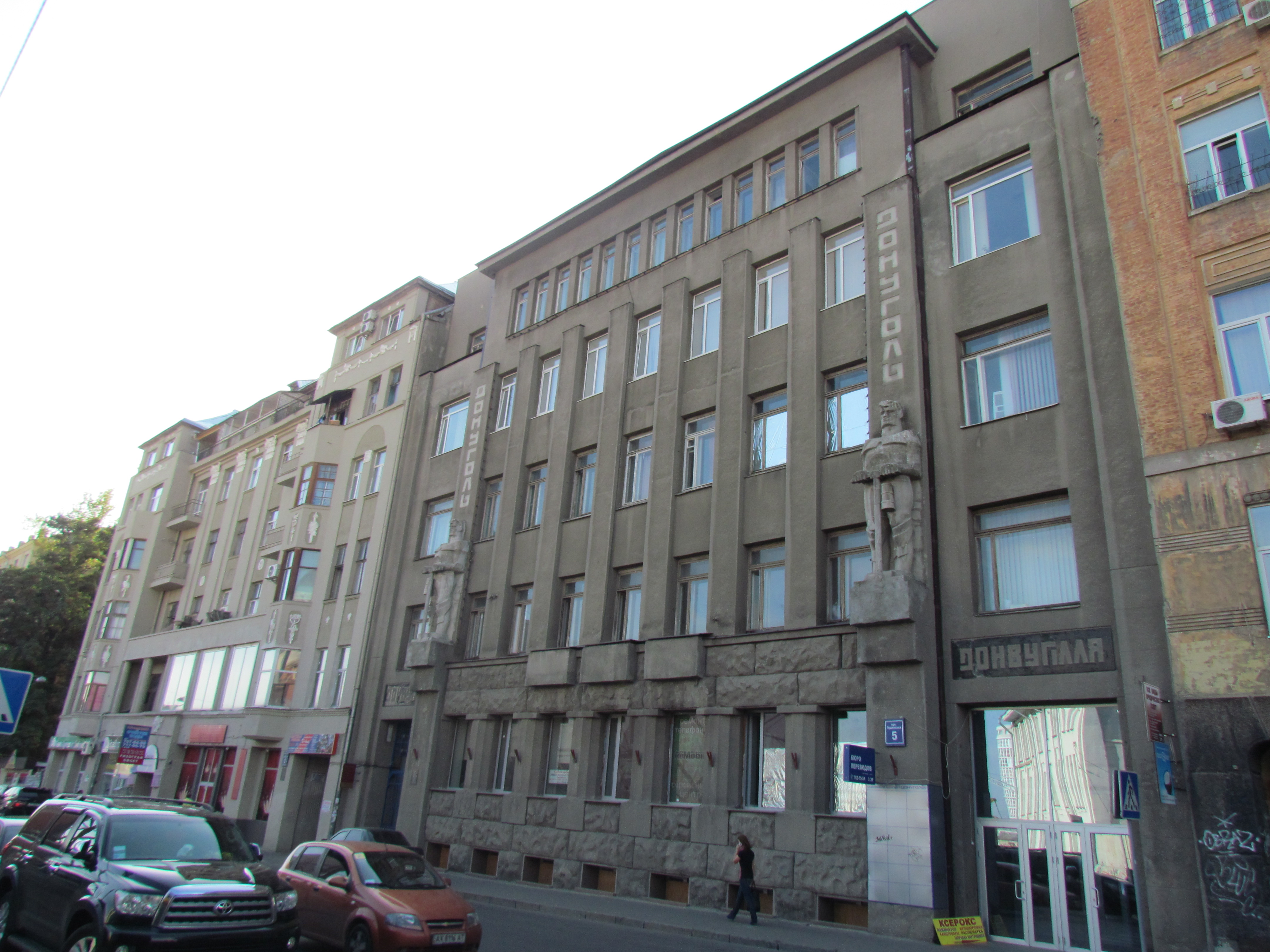
«Донвугілля»

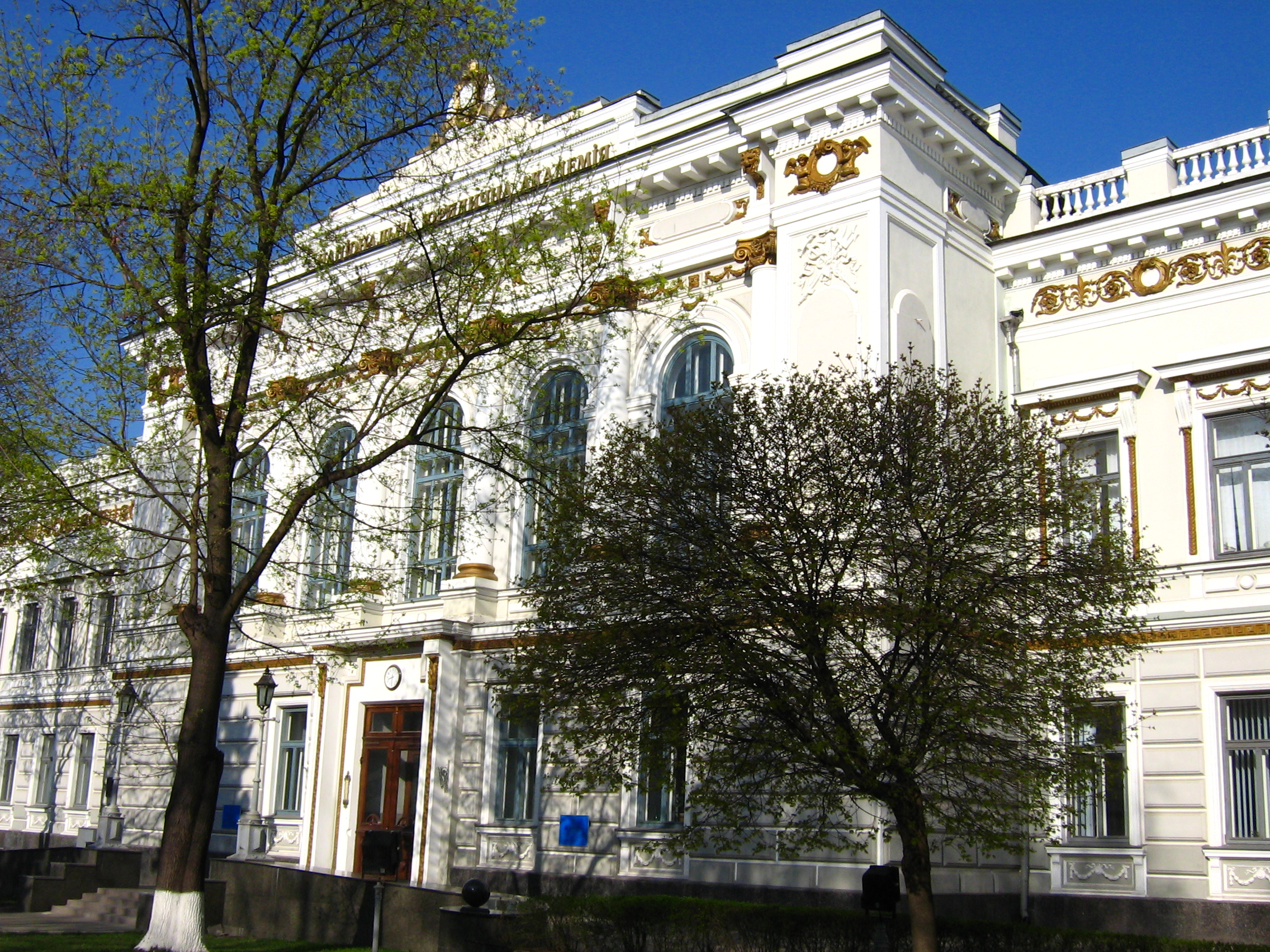
Юридична академія ім. Ярослава Мудрого (Харків)

На вулиці Григорія Сковороди розміщено більше 20 пам'яток архітектури.
- Буд. № 3 — житловий будинок, в минулому — прибутковий будинок. Побудований в 1914 році, архітектор О. І. Ржепішевський. У композиції симетричного фасаду шестиповерхового будинку поєднуються елементи класицизму та модерну. Будівля має мансардний поверх.[7]
- Буд. № 5 — Будинок тресту «Донвугілля», пізніше — Державного інституту проєктування шахт та збагачувальних фабрик «Південдіпрошахт». Побудований 1925 року. Архітектори А. І. Носалевич, І. А. Ломаєв, скульптор І. П. Кавалерідзе, реконструкція О. К. Квінта (1960 р.). Будівлю можна віднести до рідкісного для того часу в СРСР стилю ар-деко. На фасаді встановлені дві монументальні скульптури шахтарів з лампами й відбійними молотами (скульптор — Іван Кавалеридзе. Будівля «Донвугілля» фігурує у сатиричній комедії Миколи Куліша (1928 р.) «Мина Мазайло».[8]
- Буд. № 7 — житловий будинок з медичним закладом у 1-му поверсі, колишній прибутковий будинок та приватна лікарня. Побудований на початку XX ст. Архітектор — Б. М. Корнієнко. Симетрична п'ятиповерхова будівля в стилі модерн.[8]
- Буд. № 12 — Харківська хоральна синагога. Побудована у 1914 р. з використанням східних архітектурних мотивів з конкурсного проєкту відомого петербурзького архітектора Я. Г.  Гевірця. Будівництво велося за участю архітекторів В. А. Фельдмана і М. Ф. Піскунова. Будівля складається з двох різновисоких масивних об'ємів ступінчастої форми. Головний об'єм закінчується яйцеподібним куполом.[8]
- Буд. № 14 — Інститут мікробіології і імунології імені І. І. Мечникова НАМН України (раніше — Науково-дослідний інститут мікробіології, вакцин і сироваток ім. І. І. Мечникова). Побудовано у 1913 р. для Харківського медичного товариства, архітектор — О. М. Бекетов. В архітектурі будівлі (висота три з половиною поверхи) поєднуються риси класицизму та модерну. Вертикальної домінантою, що відповідає повороту вулиці, служить закруглена в плані центральна частина зі шпилем, її обрамовують масивні ризаліти. Ризаліти завершують скульптурні композиції — грифони, які підтримують декоративні вази. Актовий зал прикрашений розписами роботи художника М. Р. Пестрикова. Будівля замикає перспективу провулка Мечникова, що відкривається від площі Конституції.[9]

- Буд. № 19 — Прибутковий будинок Селіванова. Побудований у 1907 році у стилі декоративного модерну, архітектор О. М. Гінзбург. Збереглися старі написи над колишніми магазинами й майстернями першого поверху. Будинок має багате декоративно-пластичне вирішення фасаду. Наріжна композиція підкреслена напівциліндричним еркером. Вікна-люкарни в оформленні мансардного поверху оброблені ліпними рослинними орнаментами й зображеннями жіночих голів.[9] У 2017 році власник двох квартир, розташованих на мансардному поверсі будинку, провів роботи, що змінили вигляд мансарди. Роботи були проведені без відповідних дозволів та без авторського нагляду. 6 липня 2021 року Харківський апеляційний суд задовільнив позов прокуратури, зобов'язавши власника квартир відновити мансардний поверх будинку до первісного стану.[10]
- Буд. № 24 — Будівля відноситься до середини XIX століття. Вона надбудована на початку XX століття архітектором 3. Ю. Харманським в формах класицизму. У будинку працює Харківська академія неперервної освіти (раніше — Інститут удосконалення вчителів).
- Буд. № 26 — житловий будинок. Побудований в 1956 р., архітектор — Г. В. Сіхарулідзе.
- Провіантський склад. Архітектор — П. А. Ярославський, 1785–1787. Споруджений за серійним проєктом, розробленим архітектором для складських приміщень. Будівля призначалася для зберігання міських запасів зерна і слугувала складським приміщенням до 90-х років XX ст. Будівля вирізняється стриманими формами в дусі класицизму. Сучасний зовнішній вигляд його близький до первісного, відсутні лише сходи перед входами на головному фасаді, з північного боку пробиті ворота. Наразі в будівлі розташовані торгові об'єкти.[11]
- Буд. № 40 — Житловий будинок. Побудований в 1931 році, архітектори М. Д. Плєхов, О. О. Тацій, А. Г. Постніков, інженер А. С. Ваценко. Шестиповерховий трисекційний житловий будинок споруджений вперше в СРСР з великих шлакобетонних блоків.[11]

- Буд. № 49-А — Житловий будинок з вбудованими приміщеннями громадського призначення, який архітектори жартома прозвали Ноєв ковчег[12], за ім'ям його автора Ноя Мойсеєвича Підгорного. Будинок збудований 1935 року за початковим проєктом у стилі конструктивізму, згодом перебудований з використанням класичних архітектурних форм. Будівля складається з двох частин — шестиповерхової, з боку вул. Гіршмана, та п'ятиповерхової, орієнтованої на вул. Григорія Сковороди. Їх поєднує потужний наріжний ризаліт криволінійного обрису. Початково був житловим будинком колишніх політкаторжан. На першому поверсі містився музей. У будівлі працював Інституту марксизму-ленінізму, пізніше — Спортивний факультет Харківського філіалу Київського інституту фізичної культури, українське відділення Міжнародного слов'янського університету. Нині в ньому працює Інститут вивчення проблем злочинності ім. В. В. Сташиса.[13]
- Буд. № 53 — Національний фармацевтичний університет. Побудований у 1911 р. як прибутковий будинок. Архітектор — Ю. С. Цауне. Чотириповерхова будівля в стилі модерн. Нечисленні пластичні деталі поєднуються з полями, облицьованими глазурованої керамічною плиткою.[14]
- Буд. № 54 — Житловий будинок з магазином, зведений 1932 року для заводу імені Малишева за проєктом архітектора Г. О. Яновицького за участю Є. О. Лимара. Цей великий семиповерховий будинок-комплекс домінує серед навколишньої забудови. На потужний стилобат спираються пластично вирішені[що?] об'єми житлової частини. З боку вул. Манізера над проїздом у двір нависає прямокутний обсяг з великим горизонтальним вікном. Стіни прикрашають напівкруглі балкони. Будівля належить до числа найкращих пам'яток архітектури конструктивізму.[14]
- Буд. № 57 — Колишній приватний особняк. Побудований на початку XX ст. Архітектор — імовірно Ю. С. Цауне. Двоповерховий кутовий будинок побудований в стилі модерн з використанням мотивів архітектури середньовічних споруд. Втрачений балкон другого поверху. У будівлі розміщувалася Дитяча клінічна лікарня № 23.[14]
- Буд. № 62 — Обласний організаційно-методичний центр культури і мистецтва. Колишній приватний особняк, автор невідомий. Будівля поставлена з невеликим відступом від червоної лінії і відокремлена від вулиці кованою металевою огорожею.
- Буд. № 70 — будівля Національної академії правових наук України, купецький маєток 1896 року. Частково зруйнований російським ракетним ударом 23 січня 2024 року[15][16].
- Буд. № 77 — Головний корпус Національного юридичного університету ім. Ярослава Мудрого. У минулому — будівля Комерційного училища; побудована у 1893 р. у стилі неоренесансу. Закритий конкурс для складання проєкту будівлі комерційного училища оголосило 1889 року Харківське купецьке товариство, що було зацікавлене в підготовці кваліфікованих робітників. Найкращим було визнано проєкт молодого тоді архітектора О. М. Бекетова. Це була його перша будівля, побудована у Харкові. Монументальна двоповерхова будівля вирізняється парадністю, пропорційністю та соковитістю архітектурних деталей. Центральну частину, що виступає, акцентує парадний вхід. У простінках між великими арочними вікнами другого поверху стоять колони, що підтримують розкрепований антаблемент. Увінчує будівлю масивний парапет.[17]
- Буд. № 79 — Гуртожиток студентів Національного технічного університета «Харківський політехнічний інститут» — «Гігант». Одна із значних споруд харківського конструктивізму, збудована за проєктом професора архітектури О. Г. Молокіна й архітектора Г. Д. Іконникова в 1931 році.[18] Гуртожиток започаткував створення одного з перших у колишньому СРСР студентських містечок. Будівля складається з 10-ти сполучених комунікаційними вузлами п'яти- і шестиповерхових секцій. Стримані фасади збагачують сходові клітини, що виступають у вигляді пілонів. Архітектурний вигляд будівлі дещо змінений при відновленні після війни (арх. Н. М. Підгорний, 1950; арх. А. М.Покорний, 1957). На території студентського містечка, що займає більшу частину кварталу, розміщується ще ряд побудованих в різні роки корпусів гуртожитків, а також Палац студентів і їдальня. Палац розташований в реконструйованій підчас відновлення будівлі колишнього адміністративного корпусу єпархіального училища (арх. В. К. Комірний). Його головний фасад, вирішений у формах класицизму, прикрашають колони іонічного ордера.[17]
- Буд. № 80 — Інститут патології хребта та суглобів ім. проф. М. І.  Ситенка НАМНУ. Колишній прибутковий дім купця Компанщика, побудований у 1911 р., архітектор — М. Ф. Піскунов. Згодом був переобладнаний у лікарню для шахтарів за ініціативи З'їзду гірничовидобувників Півдня Росії.
- Буд. № 82 — Інститут медичної радіології ім. С. П. Григор'єва НАМНУ. Побудований у 1930 р. для Рентгенакадемії, архітектор — В. А. Естрович, інженер — Б. Ф. Троупянський. Будівля вирізняється цікавою композицією: лаконічні геометричні об'єми утворюють з боку вулиці Сковороди курдонер многокутної форми. Будівлю відносять до популярного на той час стилю ар-деко. При будівництві були застосовані прогресивні для свого часу конструктивні рішення — великопрогонові кесонні перекриття з монолітного залізобетону і збірні залізобетонні конструкції амфітеатру конференц-залу.[17]
- Буд. № 84 — притулок для дворянських дітей-сиріт, побудований у 1914—1915 рр. архітектором О. М. Бекетовим. Двоповерховий будинок побудований у формах російського класицизму початку 20 століття. У будівлі розміщалося Спеціальне конструкторське бюро Харківського сільськогосподарського інституту, нині — Корпус криміналістики Національного юридичного університету імені Ярослава Мудрого.
- Буд. № 92, 92-а — Житлові будинки, 1910—1912 роки, архітектор М. Ф. Піскунов.
- Буд. № 94 — Особняк Толкачових, 1910 рік, архітектор П. В. Толкачов. Нині тут розміщений дитячий садок № 66.
- Буд. № 100 — Особняк Толкачових, 1911—1913 роки, архітектори П. В. Толкачов, В. В. Величко.

## Майдан Поезії
Після будинку № 19 забудова західного боку вулиці уривається невеликим трапецієподібним майданом Поезії, що примикає до Театрального майдану на місці розібраної фортечної стіни. 1904 року тут було відкрито погруддя Олександра Пушкіна (у 2022 р. демонтовано). А в сквері з північного боку майдану 1957 року встановлений бюст Михайла Коцюбинського.

## Пам'ятники
- Іллі Мечникову перед однойменним інститутом. Установлений в 2005 році, граніт. Скульптор С. Гурбанов.
- Михайлу Коцюбинському. Установлений 1957 року перед будівлею Укрдіпромашу на майдані Поезії. Являє собою бронзове погруддя на п'єдесталі із полірованого чорного граніту. Скульптор М. Л. Рябінін, архітектор А. А. Алло.
- Пам'ятник закоханим, установлений в 2002 році.
- Сім чудес Харкова під ковпаками, 6 установлені 23 серпня 2009 року.
- Миколі Скрипнику. Бронзове погруддя на постаменті з полірованого красного граніту на установлений 1968 року в сквері. Скульптор М. Ф. Овсянкін, архітектор Василь Гнезділов.
- Ярославу Мудрому перед однойменним Юридичним університетом. Відкритий в 1999 році. Скульптори А. Демченко, А. Шауліс, В.Семенюк; архітектори А. Антропов, В. Лівшиць.
- Чорнобильцям. Установлений 1999 року в Молодіжному парку. Скульптор С. Н. Ястребов; архітектори С. Г. Чечельницький, А. А. Антропов.

Пам'ятник Михайлу Коцюбинському
Пам'ятник Миколі Скрипнику
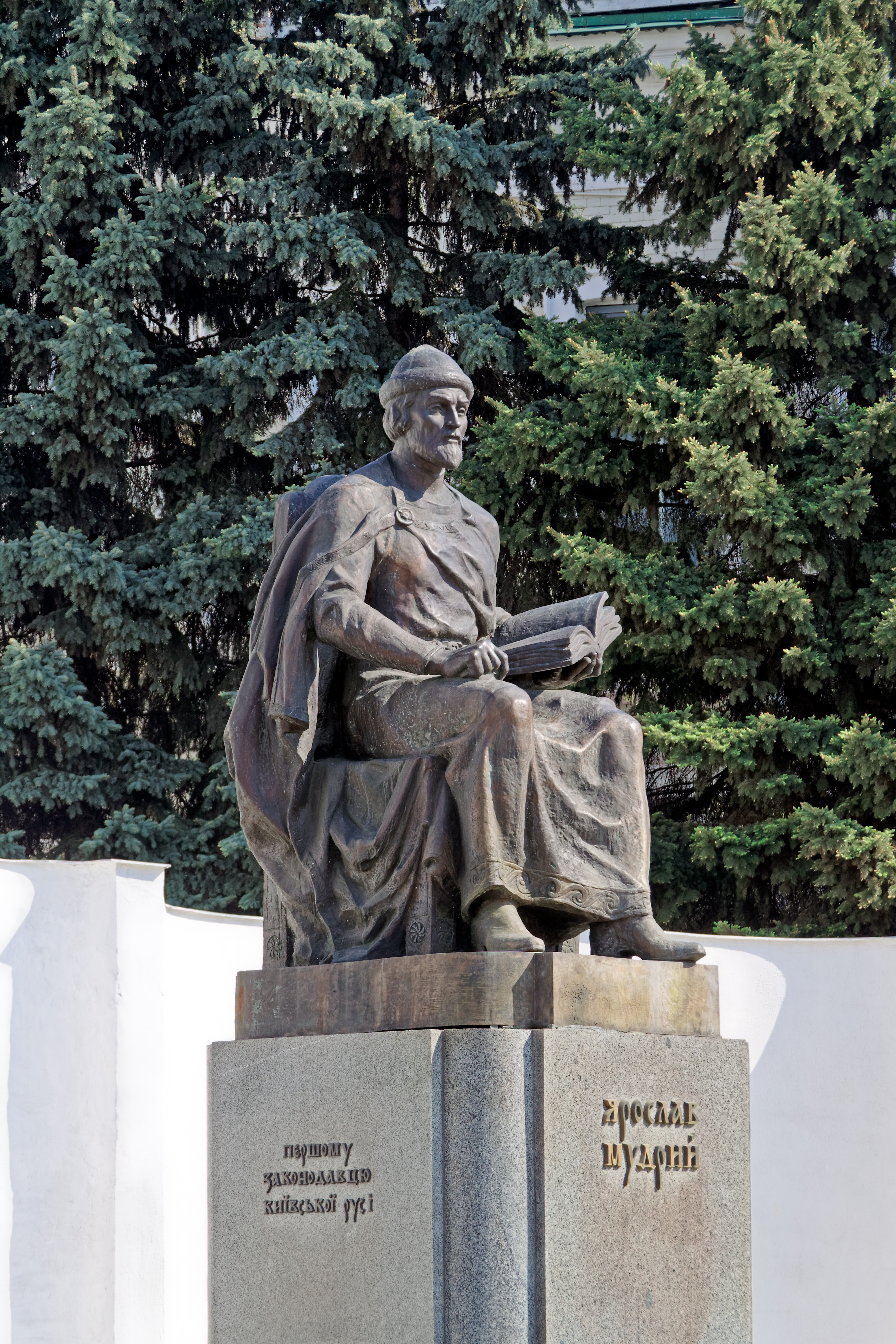
Пам'ятник Ярославу Мудрому

## Виноски
1. 1 2  Дмитриева Е.Н., Дьякова Е.В., Харченко Н.М; под общ. ред. Куделко С.М. (2011). Харьков: справочник по названиям: 7000 улиц, площадей, скверов, районов... Харьков: «Издательство САГА». с. 262—263. ISBN 978-617-575-024-7.
2. 1 2  У Харкові перейменували Пушкінську та ще 64 топоніми: нові назви вулиць. Суспільне Новини. 26 січня 2024.
3. ↑  У центрі Харкова відкрили новий ТРЦ «Нікольський». Харків Times (укр.). 22 травня 2021. Архів оригіналу за 27 грудня 2021. Процитовано 27 грудня 2021.
4. ↑  Суспільне (17 березня 2022). Прибрати з вулиць "русский мир": харків'яни звернулись до Терехова. Суспільне | Новини (укр.). Процитовано 23 березня 2022.
5. ↑  Ходити вулицею Сковороди, а не Пушкіна. voxukraine.org (укр.). Процитовано 27 січня 2024.
6. ↑  Перейменування 65 топонімів у Харкові: коментар історикині про запропоновані назви. Суспільне Новини.
7. ↑  Харьков: Архитектура, памятники, новостройки, 1985, с. 70.

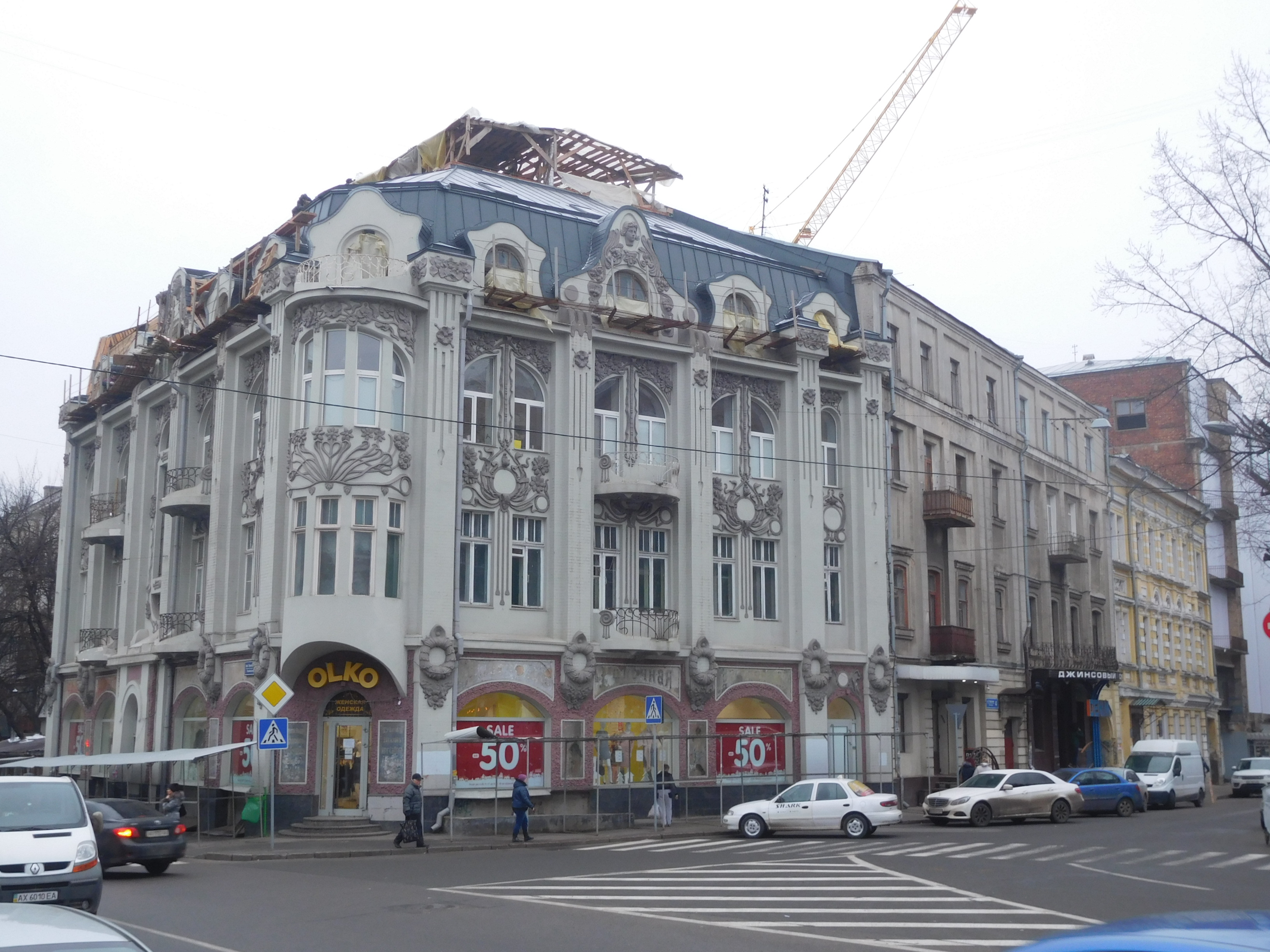
Будинок № 19

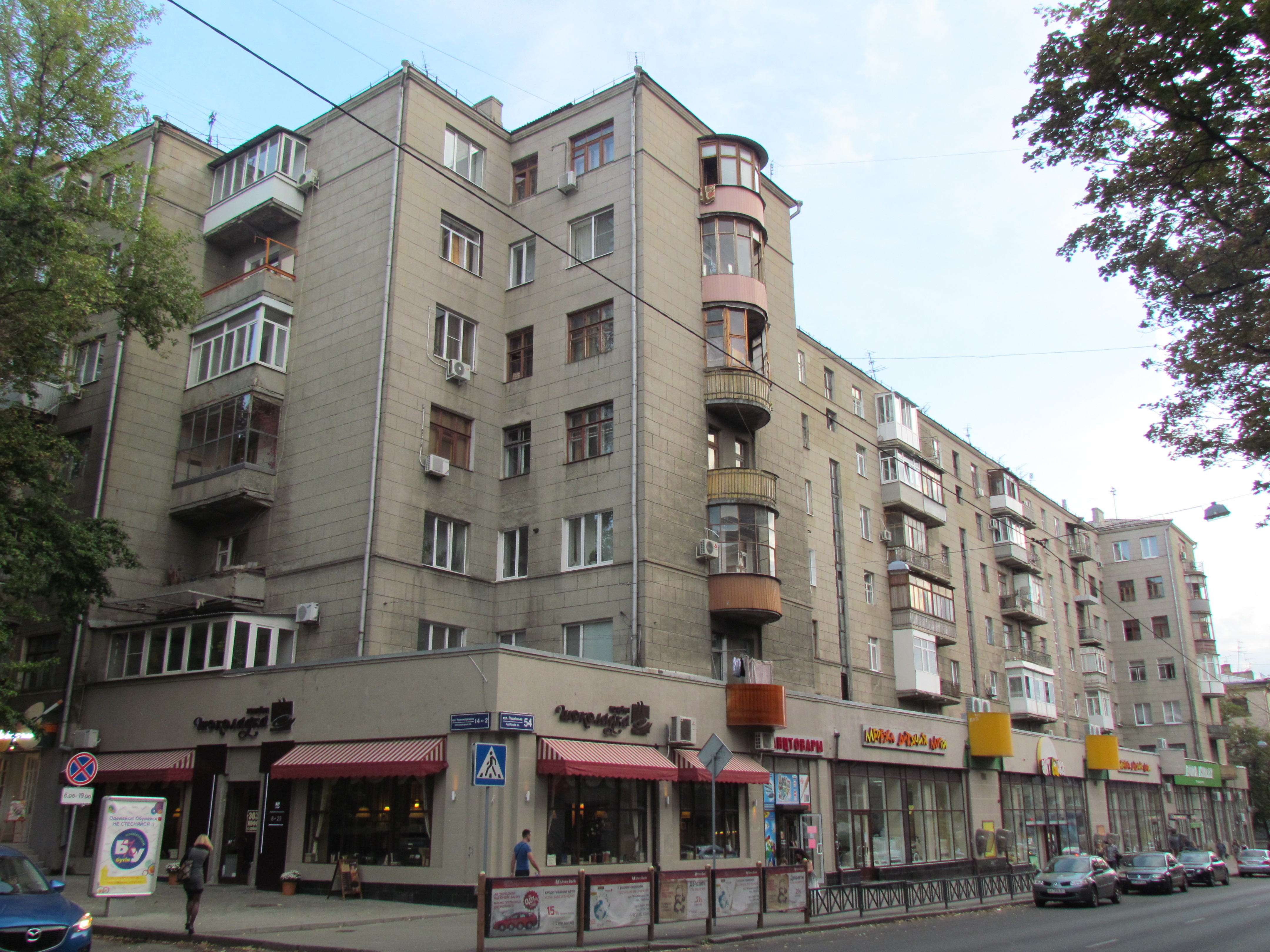
Будинок № 54

8. 1 2 3  Харьков: Архитектура, памятники, новостройки, 1985, с. 71.
9. 1 2  Харьков: Архитектура, памятники, новостройки, 1985, с. 72.
10. ↑  Харківський суд постановив повернути знаменитому будинку Гінзбурга на Пушкінській його історичний вигляд. Харків Times (укр.). 14 липня 2021. Архів оригіналу за 27 грудня 2021. Процитовано 27 грудня 2021.
11. 1 2  Харьков: Архитектура, памятники, новостройки, 1985, с. 73.
12. ↑  В Харькове на одной из главных улиц есть натуральный Ковчег (ФОТО) - Городской Дозор. Городской ДоZор. Архів оригіналу за 15 листопада 2018. Процитовано 15 листопада 2018.
13. ↑  Харьков: Архитектура, памятники, новостройки, 1985, с. 73-74.
14. 1 2 3  Харьков: Архитектура, памятники, новостройки, 1985, с. 74.
15. ↑  Еще 50 объектов культурного наследия. Что россияне уничтожили в центре Харькова. Kharkiv Today. 24 січня 2024. Архів оригіналу за 24 січня 2024.
16. ↑  Наслідки ракетного удару по Пушкінській у Харкові: фоторепортаж. Суспільне. 24 січня 2024. Архів оригіналу за 25 січня 2024.
17. 1 2 3  Харьков: Архитектура, памятники, новостройки, 1985, с. 75.
18. ↑  Улицы и площади города [Архівовано 24 березня 2012 у Wayback Machine.] на сайті Харьков — Харків [Архівовано 1 серпня 2012 у Wayback Machine.](рос.)